# فلمان
فلمان (به فرانسوی: Flamands) یک منطقهٔ مسکونی در فرانسه است که در سن بارتلمی در کارائیب واقع شده‌است.